# Dehumanizer
Dehumanizer é o décimo sexto álbum de estúdio da banda inglesa Black Sabbath lançado em 1992. Este trabalho volta a contar com Ronnie James Dio nos vocais, Vinny Appice na bateria e Geezer Butler no baixo. Os destaques, segundo alguns, são "Computer God", "After All (the Dead)", "Master of Insanity" e "I".
Tanto liricamente quanto musicalmente é considerado um dos álbuns mais pesados do Black Sabbath. Os temas das letras falam sobre adoração a computadores, televangelismo, individualismo e dúvidas sobre a vida após a morte.  O álbum foi gravado em Gales, nos estúdios Rockfield.
| Críticas profissionais                                                      | Críticas profissionais |
| Avaliações da crítica                                                       | Avaliações da crítica  |
| Fonte                                                                       | Avaliação              |
| --------------------------------------------------------------------------- | ---------------------- |
| allmusic                                                                    | [ 1 ]                  |
| Esta tabela precisa de ser acompanhada por texto em prosa. Consulte o guia. |                        |

## Faixas
Todas as canções foram escritas por Geezer Butler, Ronnie James Dio e Tony Iommi.
| N.º | Título                                 | Duração |  |
| 1.  | "Computer God"                         | 6:10    |  |
| 2.  | "After All (the Dead)"                 | 5:37    |  |
| 3.  | "TV Crimes"                            | 3:58    |  |
| 4.  | "Letters from the Earth"               | 4:12    |  |
| 5.  | "Master of Insanity"                   | 5:54    |  |
| 6.  | "Time Machine"                         | 4:10    |  |
| 7.  | "Sins of the Father"                   | 4:43    |  |
| 8.  | "Too Late"                             | 6:54    |  |
| 9.  | "I"                                    | 5:10    |  |
| 10. | "Buried Alive"                         | 4:47    |  |
| 11. | "Time Machine [Wayne's World Version]" | 4:18    |  |

## Covers
- Jørn Lande regravou "Letters from Earth" em seu álbum Unlocking the Past.
- A banda de Viking/Folk metal Týr regravou "I" no álbum  de 2011  The Lay of Thrym.

## Músicos
- Ronnie James Dio - vocal
- Tony Iommi - guitarra
- Geezer Butler - baixo
- Vinny Appice - bateria
- Geoff Nicholls - teclado

## Desempenho nas paradas
| Ano  | Posições | Posições | Posições | Posições | Posições | Certificações |
| Ano  | UK       | AUT      | SWE      | SWI      | US       | Certificações |
| ---- | -------- | -------- | -------- | -------- | -------- | ------------- |
| 1992 | 28       | 7        | 12       | 13       | 44       | —             |